# Czortoryja (obwód czerniowiecki)
Czortoryja (ukr. Чортория) – wieś na Ukrainie, w obwodzie czerniowieckim, w rejonie wyżnickim, nad Czeremoszem. W 2001 roku liczyła 685 mieszkańców.